# Time of My Life
Time of My Life — пятый студийный альбом американской рок-группы 3 Doors Down, изданный 19 июля 2011 года на лейбле Universal Republic.

## Об альбоме
Участники группы трудились над новым студийным альбомом в полную силу и подошли к работе с новым видением и готовностью делать что-то новое. 3 Doors Down старались сделать новую пластинку лучше, чем предыдущие. «Мы попробовали очень много нового в этой записи — такого, чего бы никогда не сделали в прошлом, о чём раньше даже не думали» — поделился своим мнением бас-гитарист группы Тодд Харрелл.
В октябре 2010 года 3 Doors Down завершили процесс записи альбома в Лос-Анджелесе вместе с номинантом премии «Грэмми» Говардом Бенсоном, взявшим на себя роль продюсера. 27 октября 2010 года коллектив выступил с концертами в фонде T.J. Martell Foundation на мероприятии в Нью-Йорке, которое было посвящено исследованию таких болезней, как белокровие, рак и СПИД. В своем интервью Брэд Арнольд раскрыл название альбома — Time of My Life. Помимо всего прочего, утверждалось, что группа искала возможность издать предстоящий альбом в феврале 2011 года.
В интервью Artisan News Арнольд подтвердил, что группа закончила запись, и сказал, что он не может дождаться того момента, когда люди послушают этот альбом. Также он сказал, что коллектив надеялся выпустить Time of My Life в начале 2011 года. 31 марта 2011 года 3 Doors Down объявили, что дата выхода альбома назначена на 19 июля 2011 года. Сам Брэд Арнольд положительно отозвался о более тяжёлом звучании альбома: «Этот материал демонстрирует наш небольшой рост. Мы благодарны за то, что в прошлом мы добились успеха, но всегда существует возможность перейти на новый уровень. И мне кажется, что мы это сделали. В этом альбоме много песен, которые люди сразу же смогут узнать. Нам просто хотелось сделать всё возможное в наших силах в процессе записи, и вспоминая весь наш прошлый опыт, я вправду могу сказать, что мы этого достигли».
По словам самих музыкантов, с новым релизом они вернули себе чувство зарождения и что это лучший альбом, который они когда-либо создавали. Хотя, по их мнению, диск во многом схож с The Better Life. На пластинке рассказывается о многих вещах, которые произошли с группой, но здесь также присутствуют беззаботные и очень веселые треки. Альбом был выпущен 19 июля 2011 года и дебютировал на третьем месте в американском хит-параде Billboard 200, в поддержку альбома в качестве синглов первыми были изданы песни «When You're Young» и «Every Time You Go». Time of My Life был выпущен в формате грампластинки и компакт-диска; кроме того, в американской версии альбома в комплекте с CD прилагался DVD. Впоследствии композиции «What’s Left», «Back to Me» и заглавный трек были выпущены синглами.
Концертный тур Time of My Life Tour стартовал 29 сентября 2011 года в Чаттануге. Группа гастролировала на одной сцене с Theory of a Deadman и Pop Evil, а также выступила в таких городах, как Финикс, Орландо, Нашвилл, Бомонт, Лексингтон, Джэксон и во многих других.

## Реакция критиков
Альбом получил неоднозначные оценки от музыкальных критиков. На американском веб-агрегаторе Metacritic рейтинг Time of My Life составляет 49 %, основанный на 4 рецензиях.
Редактор сайта Allmusic Стивен Томас Эрлевайн, оценивший пластинку на 2,5 звезды из 5, отметил отсутствие мощных хуков в мелодиях и гитарных риффах, а также выразил мнение, что в отличие от предыдущих альбомов здесь группа не фокусируется на таких темах, как боль и охлаждение чувств, но зачастую в текстах песен упоминаются разрыв долгосрочных отношений, утраты и большое разочарование. «Видимо, Брэду Арнольду и его компании удобно там, где они обустроились и там, куда они идут».
Рецензент из Consequence of Sound Алекс Янг написал, что Time of My Life — неплохой альбом, наполненный песнями, которые точь-в-точь схожи с композициями предыдущих работ 3 Doors Down (от «урывистых» гитарных пассажей на заглавном треке до типичных пауэр-баллад вроде «Heaven»). «Однако песни на данном диске однообразны («On the Run», «My Way», «Race for the Sun»), и лишь немногие из творений коллектива особо приятны, хотя не все, что создает группа — скверно, большая часть весьма добротна. Если вы уже полюбили 3 Doors Down (и даже очень), то в таком случае Time of My Life станет для вас ещё одним альбомом, который заслуживает прослушивания, но если вам по душе лишь их сингл «Kryptonite», то не стоит себя утруждать».
Обозреватель издания Melodic.net одобрительно воспринял пластинку, заявив, что Time of My Life — беспроигрышный альбом с множеством добротных композиций, которые вероятно долго будут проигрываться на рок-радиостанциях в США. «Ведь продюсированием занимался маэстро Говард Бенсон, практически всегда оправдывающий надежды, вновь доказал, что он искусный продюсер. Скрипучий голос Брэда Арнольда хорош как всегда, и превосходно вписывается в рамки современной рок-музыки. Это не самое лучшее произведение 3 Doors Down на сегодняшний день, так как оно не превзойдет ни великолепный Away from the Sun 2002 года, ни даже их дебют The Better Life. Однако Time of My Life находится на одной высоте с последними альбомами, а это значит, что это хороший рок-альбом».
По словам Эми Бэнгз из Rock Sound, по крайней мере можно высоко оценить то, что 3 Doors Down знают, как создать легко запоминающуюся рок-мелодию. «И кроме того, если вы для себя найдете новую революционную и противоречивую музыку на Time of My Life, то вы действительно незаурядная личность».
Штатный сотрудник Sputnikmusic отрицательно оценил альбом и в своем обзоре написал, что с этим диском все становится ясно ещё задолго до его прослушивания судя по текстам песен, ритмам, аккордовым последовательностям и партии ударных. «К сожалению, ничего нового здесь попросту нет. И вероятно, это было наиболее предсказуемо исходя из всего названия самого релиза. Основные негативные моменты Time of My Life можно свести к той проблеме, которая испортила половину дискографии коллектива — 3 Doors Down ленивы. И нет другого возможного оправдания тому, что они раз за разом издают альбом, несмотря на то, что качество музыки, главным образом, ухудшается с каждым последующим релизом».

## Список композиций
| №   | Название            | Автор(ы)                                 | Длительность |
| --- | ------------------- | ---------------------------------------- | ------------ |
| 1.  | «Time of My Life»   | Арнольд, Робертс, Фредериксен            | 3:22         |
| 2.  | «When You're Young» | Арнольд, Робертс, Хендерсон, Фредериксен | 4:16         |
| 3.  | «Round and Round»   | Арнольд, Робертс, Хендерсон, Харрел      | 3:46         |
| 4.  | «Heaven»            | Арнольд, Робертс, Хендерсон, Мэлоу       | 3:26         |
| 5.  | «Race for the Sun»  | Арнольд, Робертс, Хендерсон, Харрелл     | 2:58         |
| 6.  | «Back to Me»        | Арнольд, Робертс, Хендерсон, Харрелл     | 3:43         |
| 7.  | «Every Time You Go» | Арнольд, Робертс, Хендерсон, Хафф        | 3:48         |
| 8.  | «What's Left»       | Арнольд, Робертс, Хендерсон, Мэлоу       | 3:43         |
| 9.  | «On the Run»        | Арнольд, Робертс, Хендерсон, Харрелл     | 3:08         |
| 10. | «She Is Love»       | Арнольд, Робертс, Хендерсон, Харрелл     | 3:16         |
| 11. | «My Way»            | Арнольд, Робертс, Хендерсон, Харрелл     | 3:07         |
| 12. | «Believer»          | Арнольд, Робертс, Хендерсон, Харрелл     | 2:57         |

| №   | Название                                  | Автор(ы)                                 | Длительность |
| --- | ----------------------------------------- | ---------------------------------------- | ------------ |
| 12. | «The Silence Remains»                     | Арнольд, Робертс, Хендерсон, Харрелл     | 3:39         |
| 13. | «Train» (демозапись)                      | Арнольд, Робертс, Хендерсон, Харрелл     | 3:00         |
| 14. | «When You're Young» (акустическая версия) | Арнольд, Робертс, Хендерсон, Фредериксен | 4:15         |
| 15. | «Every Time You Go» (акустическая версия) | Арнольд, Робертс, Хендерсон, Хафф        | 3:48         |

## Места в чартах
| Страна                  | Место |
| ----------------------- | ----- |
| Австрия                 | 7     |
| Германия                | 2     |
| Греция                  | 66    |
| Дания                   | 26    |
| Канада                  | 8     |
| Норвегия                | 27    |
| Нидерланды              | 37    |
| США. Billboard 200      | 3     |
| США. Alternative Albums | 1     |
| США. Digital Albums     | 2     |
| США. Hard Rock Albums   | 1     |
| США. Rock Albums        | 1     |
| Швейцария               | 2     |
| Финляндия               | 34    |

## Участники записи
| 3 Doors Down - Брэд Арнольд — вокал - Крис Хендерсон — гитара - Мэтт Робертс — гитара - Тодд Харрелл — бас-гитара - Грег Апчёрч — ударные Сессионные музыканты - Ким Буллард — программирование ударных, клавишные на «When You’re Young» и «Back to Me» - Марти Фредериксен — программирование ударных («Time of My Life», «When You’re Young») - Пол Франклин — стил-гитара в «What’s Left» - Сид Пейдж — скрипка в «Back to Me» - Дебора Лури — аранжировка струнных на «When You’re Young» и «Heaven» Дополнительные участники - Бобби Хаф — соавтор трека «Every Time You Go» - Зак Мэлоу — соавтор «Heaven» | Технический персонал - Говард Бенсон — продюсер - Мичито Санчез — перкуссия - Тэд Дженсен — мастеринг - Кит Армстронг, Ник Карпен — дополнительные звукорежиссёры - Франк Оккенфельс — фотография группы - Хью Сайм — иллюстрации, дизайн, идея обложки - Крис Лорд Элдж, Брэд Таунсенд, Эндрю Шуберт — сведение - Сандра Браммелс — художественный руководитель - Билл Ричардс, Том Дерр — продакт-менеджер - Джимми Фэи — ассистент звукорежиссёра - Том Маккей — A&R |